# 인천신현북초등학교
인천신현북초등학교(仁川新峴北初等學校)는 대한민국 인천광역시 서구에 있는 공립 초등학교이다.

## 연혁
- 1986년 3월 1일 : 개교